# 1. FC Kaiserslautern
1. FC Kaiserslautern is een Duitse voetbalclub uit Kaiserslautern, gelegen in de deelstaat Rijnland-Palts. De club is viervoudig landskampioen. Kaiserslautern speelde van 1963 tot 1996 onafgebroken in de Bundesliga en komt tegenwoordig uit in de 2. Liga (2022-23). De club speelt op de Betzenberg in het Fritz Walter Stadion, vernoemd naar de aanvoerder van het Duitse nationale team dat in 1954 de wereldbeker won. In dit stadion werden voor het Wereldkampioenschap voetbal 2006 ook enkele wedstrijden afgewerkt.

## Geschiedenis

### Vooroorlogse geschiedenis
De club ontstond op 28 mei 1929 door een fusie tussen FV 1900 Kaiserslautern en SV Phönix 1910. De fusieclub nam aanvankelijk de naam FV Phönix Kaiserslautern aan en veranderde deze op 31 juli in de huidige naam. Na twee jaar in de tweede klasse promoveerde de club in 1931 naar de hoogste klasse van de Saarcompetitie. Na een vierde plaats werd de club vice-kampioen in 1932/33 achter FK Pirmasens. Hierdoor plaatste de club zich voor de Zuid-Duitse eindronde, waarin ze laatste werden in de groepsfase. Na dit seizoen kwam de NSDAP aan de macht in Duitsland. De competitie werd grondig geherstructureerd en de Gauliga werd ingevoerd als nieuwe hoogste klasse. Kaiserslautern werd ingedeeld in de Gauliga Südwest. Na een middenmootplaats degradeerde de club in 1934/35. In 1937 promoveerde de club weer maar werd meteen terug naar de Bezirksliga verwezen. Terug in de tweede klasse kreeg de club versterking van Fritz Walter, die tot een van de grootste spelers van de club ooit zou uitgroeien, in zijn eerste wedstrijd tegen SV Niederauerbach scoorde hij vier keer. De club werd kampioen en keerde terug in de Gauliga, die nu in twee groepen opgesplitst werd en de club eindigde nu eerste samen met Borussia VfB Neunkirchen. De wedstrijd om de groepswinst werd met 4:1 gewonnen, maar in de finale om de algemene titel moesten ze het onderspit delven voor Kickers Offenbach. Op 14 juli 1940 speelde Walter zijn eerste wedstrijd voor het nationaal elftal tegen Roemenië (uitslag 9-3 en 3 goals van Walter), en werd zo de eerste internationaal van de club. Het volgende seizoen moest de club de titel aan FV 03 Saarbrücken laten. Om oorlogsredenen werd de Gauliga opgesplitst en vanaf 1941 speelde de club in de Gauliga Westmark. Met zes punten voorsprong op FV Metz werd de club meteen autoritair kampioen en plaatste zich voor de eindronde om de Duitse landstitel. Na een overwinning op SV Waldhof 07 verloren ze dan met 9:3 van FC Schalke 04. Noemenswaardig dat seizoen was ook een 26:0 overwinning op FK Pirmasens, dat zich daarop zelfs uit de competitie terugtrok. Walter scoorde hier 13 keer. Vele spelers verlieten de club om zich bij het leger te voegen, wat het volgende jaar resulteerde in een vijfde plaats. In 1943/44 werden ze zelfs laatste. Voor het laatste seizoen zou de club een oorlogsfusie (Kriegsspielgemeinschaft) aangaan met VfR Kaiserslautern en TSG Kaiserslautern, maar de competitie werd nooit gespeeld wegens het nakende einde van de oorlog.

### Oberliga
In oktober 1945 kwamen Fritz Walter en zijn broer Ludwig terug uit krijgsgevangenschap in Roemenië. Een aantal spelers uit het eerste elftal waren gesneuveld tijdens de oorlog (Theobald Baumann, Herbert Rasch en Heinrich Schaub). Alle Duitse voetbalclubs werden na het einde van de oorlog ook ontbonden. Onder leiding van Fritz Walter werd 1. FC echter weer heropgericht. De club trainde nu op de Sportanlage auf dem Erbsenberg, de thuishaven van VfR Kaiserslautern. Het eigen terrein Betzenberg was in beslag genomen en heette nu Stade Monsabert, naar een Franse generaal. In de winter van 1945/46 kregen ze het terrein terug. De clubs van de voormalige Gauliga Südwest besloten in december 1945 om de competitie terug op te nemen naar het voorbeeld van de Oberliga Süd, die een maand eerder van start gegaan was. De zogenaamde Oberliga Saar-Pfalz-Hessen startte op 6 januari 1946. De eerste wedstrijd won FCK met 10:0 van SV Phönix 03 Ludwigshafen. Aan het einde van het seizoen eindigde de club tweede achter 1. FC Saarbrücken. Het volgende seizoen heette de competitie Zonenliga en bestond uit twee reeksen. FCK werd glansrijk groepswinnaar en in de finale om de titel maakte de club VfL Konstanz twee keer met de grond gelijk (8-1 en 4-8).
In 1947/48 ging de Oberliga Südwest pas echt van start en vonden er ook opnieuw eindrondes plaats. Er waren nog steeds twee reeksen en FCK won de finale van Fortuna Rastatt en plaatste zich voor de eindronde. Na overwinningen op TSV 1860 München en SpVgg Neuendorf bereikte FCK de finale en verloor deze van 1. FC Nürnberg. Ook het volgende seizoen werd de club groepswinnaar en won de finale tegen Fortuna Freiburg. In de eindronde won de club eerst van FC St. Pauli en verloor dan in de halve finale van Borussia Dortmund. In 1949/50 werd FCK na een nieuwe titel al uitgeschakeld in de kwartfinale door VfB Stuttgart.
Vanaf 1950-51 bestond de Oberliga Südwest nog maar uit één reeks en met zeven punten voorsprong op VfR Wormatia Worms won de club al de vijfde titel op rij. De eindronde werd geherstructureerd en nu in groepsfase beslecht. Enkel op de laatste speeldag, toen de club al zeker was van de groepswinst, werd verloren van Schalke 04. In de finale om de titel werd SC Preußen Münster nipt met 2-1 verslagen en zo kroonde de club zich voor het eerst tot landskampioen.

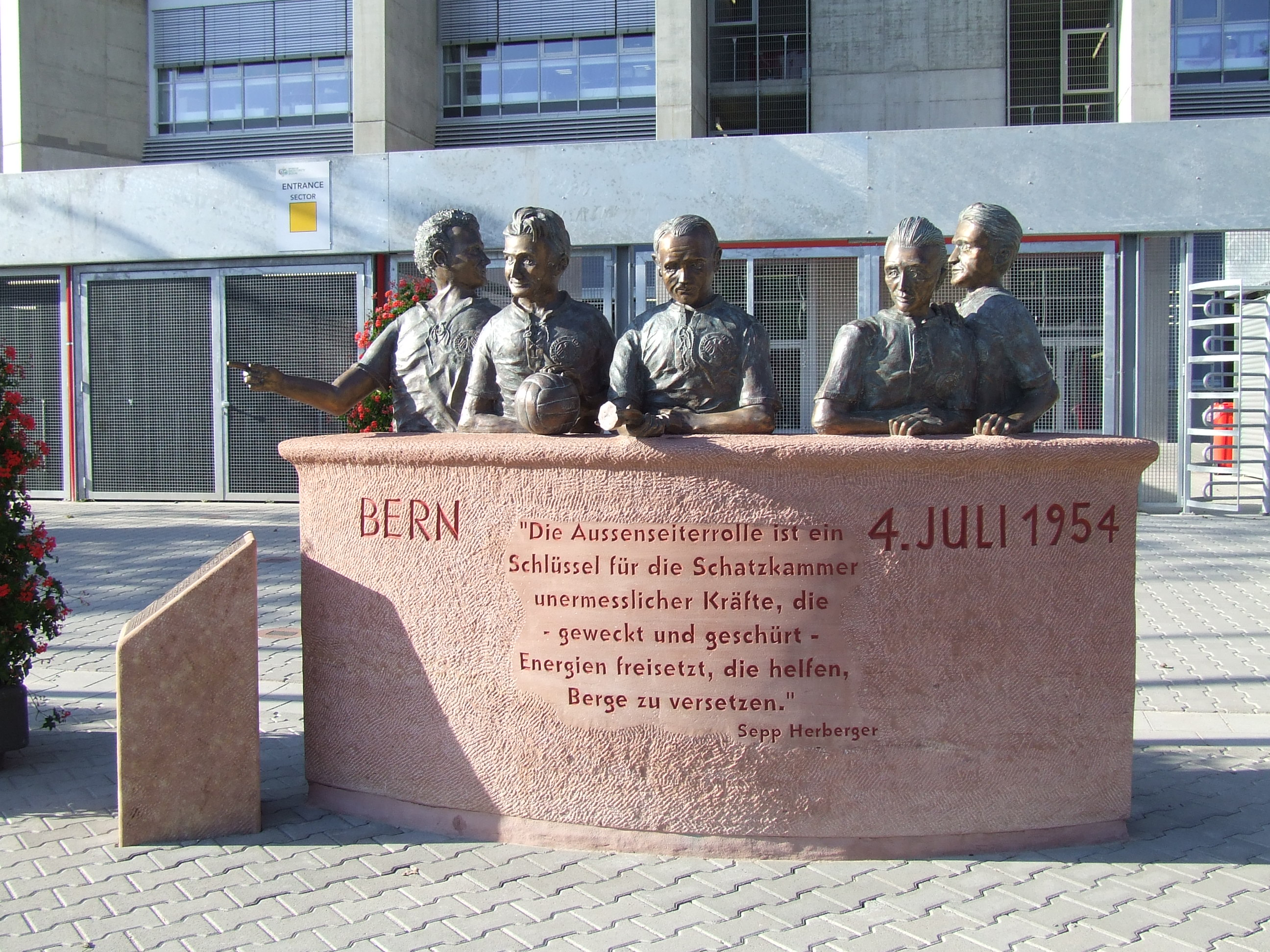
Standbeeld van de vijf Kaiserslautern-helden die wereldkampioen werden in 1954. Van links naar rechts: Werner Liebrich, Fritz Walter, Werner Kohlmeyer, Horst Eckel, Ottmar Walter.

Na een derde plaats werden ze in 1952-53 opnieuw kampioen van de Oberliga en later ook landskampioen. Een jaar later stond FCK opnieuw in de finale om de titel en kreeg hier nu een pandoering van Hannover 96 dat met 1-5 won. Ondanks deze nederlaag en ook vele protesten in de media selecteerde bondscoach Sepp Herberger vele spelers van FCK voor het WK in Zwitserland. Met Fritz Walter, Ottmar Walter, Werner Liebrich, Horst Eckel en Werner Kohlmeyer telde het nationaal elftal vijf spelers van FCK. Zijn team bereikte de finale, die de geschiedenis inging als das Wunder von Bern, en won voor West-Duitsland de eerste wereldtitel. De club ging verder op zijn elan en speelde een jaar later de derde opeenvolgende titelfinale, maar verloor nu tegen Rot-Weiss Essen. De volgende twee seizoenen won de club nog de Oberliga, maar werd in de groepsfase van de eindronde steeds derde.
Na een vice-titel in 1957-58 mocht de club wel nog naar de eindronde, maar werd nu in de voorronde uitgeschakeld door 1. FC Köln. De volgende jaren domineerden FK Pirmasens, Borussia VfB Neunkirchen en 1. FC Saarbrücken de competitie. In 1961 bereikte de club wel de finale van de DFB-Pokal, die verloren werd van Werder Bremen. In het laatste Oberligaseizoen werd de club wel kampioen. De timing kon niet beter zijn want na dit jaar werd de Bundesliga ingevoerd en omdat de Oberliga Südwest zwakker werd bevonden dan de Oberliga Nord, Süd en West kregen ze slechts twee startplaatsen.

### Bundesliga
Na drie middelmatige seizoenen ging de club goed van start in 1966-67, toen ze na vijf speeldagen aan de leiding stonden. Aan het einde van het seizoen werd de club vijfde. De volgende jaren eindigde de club weer in de middenmoot en vocht zelfs tegen degradatie. In 1972 speelde de club opnieuw de bekerfinale en verloor deze met 0-5 van Schalke 04. De club mocht later dat jaar wel voor het eerst Europa in. Stoke City won met 3-1 en leek de droom al vroeg te stoppen, maar bij de terugwedstrijd werd het 4-0. De club overleefde nog twee rondes en stond in de kwartfinale tegen landgenoot Borussia Mönchengladbach, waar ze een 7-1 pandoering van kregen en uitgeschakeld werden. De volgende jaren draaide de club in de subtop mee. Op 20 oktober 1973 speelde de club een van zijn beroemdste wedstrijden. Tegen Bayern München stond het na 57 minuten 1:4, maar de wervelende spelers van FCK draaiden de situatie nog om en slaagden erin om met 7:4 te winnen. In 1978/79 werden ze voor het eerst derde en bereikte een jaar later opnieuw de kwartfinale van de UEFA Cup, waar ze ook nu weer door een Duitse ploeg gestopt werden (Bayern München). Ook de volgende jaren bleef de club in de topvier meedraaien. In 1981 betaalde de club met de transfer van Norbert Eilenfeldt voor het eerst meer dan een miljoen mark voor een speler en in de UEFA Cup van 1981/82 werd onder andere Real Madrid met 5:0 verslagen en bereikte 1. FC Kaiserslautern voor het eerst de halve finale, die van IFK Göteborg verloren werd. Vanaf 1984 gingen de noteringen echter achteruit en in 1988 lonkte de degradatie. De volgende jaren ging het echter weer iets beter en in 1990 won de club voor het eerst de beker. In de finale was de ploeg van trainer Karl-Heinz Feldkamp met 3-2 te sterk voor Werder Bremen. De doelpunten kwamen op naam van Bruno Labbadia (2) en Stefan Kuntz.
Een jaar later werd de club verrassend nog eens kampioen, Stefan Kuntz werd gekozen tot Duits voetballer van het jaar en het hele elftal werd tot sportteam van het jaar uitgeroepen in Duitsland. Na twee subtopplaatsen werd de club in 1993/94 vicekampioen achter Bayern München. Nadat het volgende seizoen ook nog de vierde plaats behaald werd verlieten Stefan Kuntz en Ciriaco Sforza de club, wat een aderlating voor de club bleek te zijn die het hele seizoen tegen degradatie streed. Op de laatste speeldag kwam het erop aan te winnen tegen rechtstreekse concurrent Bayer 04 Leverkusen, maar het eindigde in een gelijkspel. De club degradeerde voor het eerst uit de Bundesliga. Nauwelijks een week later won de club wel voor de tweede keer de Duitse beker.
Otto Rehhagel werd trainer van de club, waarvan de kern grotendeels samen gebleven was. In de Europese beker werd de club meteen door Rode Ster Belgrado verslagen en ook in de DFB-Pokal verloor Kaiserslautern meteen van derdeklasser SpVgg Greuther Fürth, maar in de competitie liep alles op rolletjes en de club werd op soevereine wijze kampioen. Op de laatste speeldag werd met 7-6 gewonnen van SV Meppen, de doelpuntenrijkste wedstrijd uit de geschiedenis van de 2. Bundesliga.
Bij de terugkeer in de Bundesliga versloeg Kaiserslautern op de eerste speeldag Bayern München en de Rekordmeister zou het hele seizoen achter FCK aan lopen. Vanaf de vierde speeldag kwam de club alleen aan de leiding en gaf deze plaats niet meer af. De club verloor net als in het voorgaande seizoen slechts vier wedstrijden. Het volgende seizoen bereikten ze de kwartfinale van de Champions League, waarin ze van Bayern München verloren en in de competitie eindigde FCK vijfde. Ook het volgende seizoen werd de club vijfde. Bij een slechte seizoensstart in 2000/01 werd Rehhagel aan de kant gezet. De club maakte het seizoen wel nog goed door achtste te eindigden en de halve finale van de UEFA Cup te halen, waarin ze verloren van Deportivo Alavés. Het volgende seizoen begon de club met een zegereeks van 7 wedstrijden op rij, wat een record was, maar aan het einde van het seizoen werden ze pas zevende.

### Degradatie-In2003kwam de club in financiële problemen
De nieuwe voorzitter, René C. Jäggi, kon een faillissement net voorkomen. Degradatie leek vast te staan, maar met de hulp van trainer Eric Gerets kon Kaiserslautern zich redden. In 2006 degradeerde de club alsnog. Dit was de tweede keer in de geschiedenis. In het seizoen 2007/08 stond de club bijna het hele jaar op een degradatieplaats. Op de laatste speeldag won de club echter met 3-0 van de nummer twee in de stand, 1. FC Köln, en kon zo lijfsbehoud verzekeren. Na de titel in 2010 promoveerde de club weer naar de Bundesliga. Kaiserslautern werd in het eerste seizoen zevende, maar in het tweede seizoen volgde een nieuwe degradatie. In het seizoen 2012-13 liep de club nipt promotie mis. In de play-offs om promotie/degradatie, over twee duels, verloor de club van TSG Hoffenheim (2-5). Na enkele seizoenen in de subtop van de 2. Liga zakte Kaiserslautern verder weg. In het seizoen 2017-18 eindigde de club als laatste in de competitie. Dat betekende rechtstreekse degradatie naar de 3. Liga. Op 15 juni 2020 diende het bestuur een faillissementsaanvraag in. In in 2021-2022 promoveerde Kaiserslautern weer naar de 2. Liga. In het seizoen 2023/24 beleefde de club een ongelooflijke zegereeks in de DFB-Pokal. Pas in de finale (0-1) werd deze zegereeks gestopt door Bayer 04 Leverkusen.

## Erelijst
- Landskampioen

1951, 1953, 1991, 1998
- 2. Bundesliga

1997, 2010
- DFB-Pokal

1990, 1996
- Duitse supercup

1991
- DFB Hallen Pokal

1997
- Oberliga Südwest

1947, 1948, 1949, 1950, 1951, 1953, 1954, 1955, 1956, 1957, 1963
- Gauliga Westmark

1942
- Südwestpokal

1979, 1997, 2019

## Overzichtslijsten
| Niveau | Aantal | Periode (1945-2026)                        |
| ------ | ------ | ------------------------------------------ |
| I      | 62     | 1945-1996, 1997-2006, 2010-2012            |
| II     | 15     | 1996-1997, 2006-2010, 2012-2018, 2022-.... |
| III    | 4      | 2018-2022                                  |

### Eindklasseringen vanaf 1964 (grafiek)
- 1964 12e
Bundesliga
- 1965 13e
Bundesliga
- 1966 15e
Bundesliga
- 1967 5e
Bundesliga
- 1968 16e
Bundesliga
- 1969 15e
Bundesliga
- 1970 10e
Bundesliga
- 1971 8e
Bundesliga
- 1972 7e
Bundesliga
- 1973 9e
Bundesliga
- 1974 6e
Bundesliga
- 1975 13e
Bundesliga
- 1976 7e
Bundesliga
- 1977 13e
Bundesliga
- 1978 8e
Bundesliga
- 1979 3e
Bundesliga
- 1980 4e
Bundesliga
- 1981 4e
Bundesliga
- 1982 4e
Bundesliga
- 1983 6e
Bundesliga
- 1984 12e
Bundesliga
- 1985 11e
Bundesliga
- 1986 11e
Bundesliga
- 1987 7e
Bundesliga
- 1988 14e
Bundesliga
- 1989 9e
Bundesliga
- 1990 12e
Bundesliga
- 1991 1e
Bundesliga
- 1992 5e
Bundesliga
- 1993 8e
Bundesliga
- 1994 2e
Bundesliga
- 1995 4e
Bundesliga
- 1996 16e
Bundesliga
- 1997 1e
2. Bundesliga
- 1998 1e
Bundesliga
- 1999 5e
Bundesliga
- 2000 5e
Bundesliga
- 2001 8e
Bundesliga
- 2002 7e
Bundesliga
- 2003 14e
Bundesliga
- 2004 13e
Bundesliga
- 2005 12e
Bundesliga
- 2006 16e
Bundesliga
- 2007 6e
2. Bundesliga
- 2008 13e
2. Bundesliga
- 2009 7e
2. Bundesliga
- 2010 1e
2. Bundesliga
- 2011 7e
Bundesliga
- 2012 18e
Bundesliga
- 2013 3e
2. Bundesliga
- 2014 4e
2. Bundesliga
- 2015 4e
2. Bundesliga
- 2016 10e
2. Bundesliga
- 2017 13e
2. Bundesliga
- 2018 18e
2. Bundesliga
- 2019 9e
3. Liga
- 2020 10e
3. Liga
- 2021 14e
3. Liga
- 2022 3e
3. Liga
- 2023 9e
2. Bundesliga
- 2024 13e
2. Bundesliga
- 2025 7e
2. Bundesliga

- Niveau 1
- Niveau 2
- Niveau 3

| Legenda niveautijdlijn | Legenda niveautijdlijn      | Legenda niveautijdlijn      | Legenda niveautijdlijn      | Legenda niveautijdlijn    | Legenda niveautijdlijn |
| Liga                   | Seizoen 1963/64 t/m 1973/74 | Seizoen 1974/75 t/m 1993/94 | Seizoen 1994/95 t/m 2007/08 | Seizoen 2008/09 tot heden | Opmerking              |
| ---------------------- | --------------------------- | --------------------------- | --------------------------- | ------------------------- | ---------------------- |
| Bundesliga             | Niveau I                    | Niveau I                    | Niveau I                    | Niveau I                  |                        |
| 2. Bundesliga          | --                          | Niveau II                   | Niveau II                   | Niveau II                 |                        |
| 3. Liga                | --                          | --                          | --                          | Niveau III                |                        |
| Regionalliga           | Niveau II                   | --                          | Niveau III                  | Niveau IV                 |                        |
| Oberliga               | --                          | Niveau III *                | Niveau IV                   | Niveau V                  | * vanaf 1978/79        |

### Seizoensresultaten
| Seizoen | №  | Niveau | Divisie       | Duels | Winst | Gelijk | Verlies | Doelsaldo | Punten | Topscorer                                                | DFB Pokal    |
| ------- | -- | ------ | ------------- | ----- | ----- | ------ | ------- | --------- | ------ | -------------------------------------------------------- | ------------ |
| 1995–96 | 17 | I      | Bundesliga    | 34    | 7     | 11     | 16      | 43–68     | 32     | Pavel Kuka (10)                                          |              |
| 1996–97 | 1  | II     | 2. Bundesliga | 34    | 19    | 11     | 4       | 74–28     | 68     | Pavel Kuka (14)                                          | 1e ronde     |
| 1997–98 |    | I      | Bundesliga    | 34    | 19    | 11     | 4       | 63–39     | 68     | Olaf Marschall (21)                                      | 8e finale    |
| 1998–99 | 5  | I      | Bundesliga    | 34    | 17    | 6      | 11      | 51–47     | 57     | Olaf Marschall (12)                                      | 2e ronde     |
| 1999–00 | 5  | I      | Bundesliga    | 34    | 15    | 5      | 14      | 54–59     | 50     | Youri Djorkaeff (12)                                     | 2e ronde     |
| 2000–01 | 8  | I      | Bundesliga    | 34    | 15    | 5      | 14      | 49–54     | 50     | Miroslav Klose / Vratislav Lokvenc (9)                   | 2e ronde     |
| 2001–02 | 7  | I      | Bundesliga    | 34    | 17    | 5      | 12      | 62–53     | 56     | Miroslav Klose (16)                                      | kwartfinale  |
| 2002–03 | 14 | I      | Bundesliga    | 34    | 10    | 10     | 14      | 40–42     | 40     | Miroslav Klose (9)                                       | Finale       |
| 2003–04 | 15 | I      | Bundesliga    | 34    | 11    | 6      | 17      | 39–62     | 36     | Miroslav Klose (10)                                      | 1e ronde     |
| 2004–05 | 12 | I      | Bundesliga    | 34    | 12    | 6      | 16      | 43–52     | 42     | Ioannis Amanatides / Feridoon Zandi / Halil Altintop (6) | 2e ronde     |
| 2005–06 | 16 | I      | Bundesliga    | 34    | 8     | 9      | 17      | 47–71     | 33     | Halil Altintop (20)                                      | 8e finale    |
| 2006–07 | 6  | II     | 2. Bundesliga | 34    | 13    | 14     | 7       | 48–34     | 53     | Noureddin Daham / Tamas Hajnal (7)                       | 2e ronde     |
| 2007–08 | 13 | II     | 2. Bundesliga | 34    | 9     | 12     | 13      | 37–37     | 39     | Josh Simpson (6)                                         | 2e ronde     |
| 2008–09 | 7  | II     | 2. Bundesliga | 34    | 15    | 7      | 12      | 53–48     | 52     | Erik Jendrisek (14)                                      | 1e ronde     |
| 2009–10 | 1  | II     | 2. Bundesliga | 34    | 19    | 10     | 5       | 56–28     | 67     | Erik Jendrisek (15)                                      | 8e finale    |
| 2010–11 | 7  | I      | Bundesliga    | 34    | 12    | 7      | 14      | 48–51     | 46     | Srdjan Lakic (16)                                        | kwartfinale  |
| 2011–12 | 18 | I      | Bundesliga    | 34    | 4     | 11     | 19      | 24–54     | 23     | Itay Schechter / Pierre de Wit (3)                       | 8e finale    |
| 2012–13 | 3  | II     | 2. Bundesliga | 34    | 15    | 13     | 6       | 55–33     | 58     | Mohamadou Idrissou (17)                                  | 2e ronde     |
| 2013–14 | 4  | II     | 2. Bundesliga | 34    | 15    | 9      | 10      | 55–39     | 54     | Simon Zoller / Mohamadou Idrissou (13)                   | halve finale |
| 2014–15 | 4  | II     | 2. Bundesliga | 34    | 14    | 14     | 6       | 45–31     | 56     | Srdjan Lakic / Alexander Ring / Philip Hofmann (6)       | 8e finale    |
| 2015–16 | 10 | II     | 2. Bundesliga | 34    | 12    | 9      | 13      | 49–47     | 45     | Kacper Przybylko / Ruben Jenssen                         | 2e ronde     |
| 2016–17 | 13 | II     | 2. Bundesliga | 34    | 10    | 11     | 13      | 29–33     | 41     | Jacques Zoua / Osayamen Osawe (6)                        | 1e ronde     |
| 2017–18 | 18 | II     | 2. Bundesliga | 34    | 9     | 8      | 17      | 42–55     | 35     | Sebastian Andersson (12)                                 | 2e ronde     |
| 2018–19 | 9  | III    | 3. Liga       | 38    | 13    | 12     | 13      | 49-51     | 51     | Christian Kühlwetter (12)                                | 1e ronde     |
| 2019–20 | 10 | III    | 3. Liga       | 38    | 14    | 13     | 11      | 59-54     | 55     | Christian Kühlwetter (14)                                | 8e finale    |
| 2020–21 | 14 | III    | 3. Liga       | 38    | 8     | 19     | 11      | 47-52     | 43     | Marvin Pourie (11)                                       | 1e ronde     |
| 2021-22 | 3  | III    | 3. Liga       | 38    | 18    | 9      | 9       | 56-27     | 63     | Terrence Boyd (15)                                       | 1e ronde     |
| 2022-23 | 9  | II     | 2. Bundesliga | 34    | 11    | 12     | 11      | 47-48     | 50     | Terrence Boyd (13)                                       | 1e ronde     |
| 2023-24 | 13 | II     | 2. Bundesliga | 34    | 11    | 6      | 17      | 59-64     | 39     | Ragnar Ache (16)                                         | Finale       |
| 2024-25 | 7  | II     | 2. Bundesliga | 34    | 15    | 8      | 11      | 56-55     | 53     | Ragnar Ache (17)                                         | 2e ronde     |

## FC Kaiserslautern in Europa
FC Kaiserslautern speelt sinds 1972 in diverse Europese competities. Hieronder staan de competities en in welke seizoenen de club deelnam:
- Champions League (1x)

1998/99
- Europacup I (1x)

1991/92
- Europacup II (2x)

1990/91, 1996/97
- UEFA Cup (13x)

1972/73, 1976/77, 1979/80, 1980/81, 1981/82, 1982/83, 1983/84, 1992/93, 1994/95, 1995/96, 1999/00, 2000/01, 2003/04
- Intertoto Cup (1x)

2002
- International Football Cup (1x)

1962/63

## Spelers records
Top-5 meest gespeelde wedstrijden
| Nr. | Land      | Naam              | Positie      | Periode   | Aantal |
| --- | --------- | ----------------- | ------------ | --------- | ------ |
| 1.  | Duitsland | Werner Melzer     | Middenvelder | 1974-1986 | 449    |
| 2.  | Duitsland | Dietmar Schwager† | Verdediger   | 1964-1976 | 400    |
| 3.  | Duitsland | Axel Roos         | Verdediger   | 1984-2001 | 398    |
| 4.  | Duitsland | Ernst Diehl       | Verdediger   | 1967-1978 | 394    |
| 5.  | Duitsland | Josef Pirrung†    | Middenvelder | 1967-1981 | 382    |

Top-5 Doelpuntenmakers
| Nr. | Land      | Naam             | Periode              | Aantal |
| --- | --------- | ---------------- | -------------------- | ------ |
| 1.  | Duitsland | Ottmar Walter†   | 1940-1942 /1947-1959 | 265    |
| 2.  | Duitsland | Fritz Walter†    | 1937-1959            | 235    |
| 3.  | Duitsland | Werner Baßler†   | 1938 // 1957         | 163    |
| 3.  | Duitsland | Willi Wenzel†    | 1949-1962            | 163    |
| 5.  | Duitsland | Klaus Toppmöller | 1972-1980            | 139    |

stand: 02-08-2025

## Bekende (oud-)spelers
- Halil Altıntop
- Andrija Anković
- Michael Ballack
- Willi Orban
- Mario Basler
- Andreas Brehme
- Hans-Peter Briegel
- Youri Djorkaeff
- Rainer Ernst
- Dorge Kouemaha
- Alexander Esswein
- Ivo Iličević
- Miroslav Klose
- Aleksander Knavs
- Stefan Majewski
- Erich Meier
- Piotr Nowak
- Jörgen Pettersson
- Nzelo Lembi
- Co Prins
- Hany Ramzy
- Wynton Rufer
- Mark Schwarzer
- Laurențiu Reghecampf
- Ciriaco Sforza
- Stijn Vreven
- Fritz Walter
- Tim Wiese

### Internationals
De navolgende voetballers kwamen als speler van 1. FC Kaiserslautern uit voor een vertegenwoordigend Europees A-elftal. Tot op heden is Fritz Walter degene met de meeste interlands achter zijn naam. Hij kwam als speler van 1. FC Kaiserslautern in totaal 61 keer uit voor het (West-)Duitse nationale elftal.
| Naam                    | Van        | Tot        | Totaal | Nationaal elftal      |
| ----------------------- | ---------- | ---------- | ------ | --------------------- |
| Marco Engelhardt        | 16.12.2004 | 21.06.2005 | 3      | Duitsland             |
| Ruben Yttergård Jenssen | 06.09.2013 | 09.09.2014 | 9      | Noorwegen             |
| Werner Kohlmeyer        | 17.06.1951 | 30.03.1955 | 22     | West-Duitsland        |
| Michael Mifsud          | 15.08.2001 | 10.09.2003 | 20     | Malta                 |
| Aleksander Knavs        | 15.08.2001 | 28.04.2004 | 21     | Slovenië              |
| Miroslav Klose          | 24.03.2001 | 23.06.2004 | 40     | Duitsland             |
| Tomasz Kłos             | 07.10.2000 | 11.06.2003 | 20     | Polen                 |
| Igli Tare               | 18.08.1999 | 02.09.2000 | 7      | Albanië               |
| Aki Riihilahti          | 16.08.2006 | 11.10.2006 | 3      | Finland               |
| Werner Liebrich         | 17.06.1951 | 21.11.1956 | 16     | West-Duitsland        |
| Lárus Guðmundsson       | 23.09.1987 | 28.10.1987 | 2      | IJsland               |
| Jürgen Groh             | 26.05.1979 | 26.05.1979 | 1      | West-Duitsland        |
| Co Prins                | 07.04.1965 | 07.04.1965 | 1      | Nederland             |
| Dario Damjanović        | 12.08.2009 | 12.08.2009 | 1      | Bosnië en Herzegovina |
| Erik Jendrišek          | 11.10.2008 | 28.06.2010 | 18     | Slowakije             |
| Bjarne Goldbæk          | 09.04.1991 | 02.06.1993 | 7      | Denemarken            |
| Adam Nemec              | 09.02.2011 | 09.02.2011 | 1      | Slowakije             |
| Jeff Strasser           | 08.09.1999 | 17.04.2002 | 19     | Luxemburg             |
| Klaus Toppmöller        | 22.05.1976 | 01.04.1979 | 3      | West-Duitsland        |
| Ariel Borysiuk          | 15.08.2012 | 04.06.2013 | 6      | Polen                 |
| Halil Altıntop          | 30.03.2005 | 04.06.2006 | 11     | Turkije               |
| Jörgen Pettersson       | 18.08.1999 | 15.06.2000 | 7      | Zweden                |
| Seppl Pirrung           | 20.11.1974 | 22.12.1974 | 2      | West-Duitsland        |
| Kostas Fortounis        | 29.02.2012 | 14.08.2013 | 12     | Griekenland           |
| Olaf Marschall          | 12.10.1994 | 28.07.1999 | 13     | Duitsland             |
| Albert Bunjaku          | 05.03.2014 | 25.05.2014 | 3      | Kosovo                |
| Miroslav Kadlec         | 26.09.1990 | 08.06.1997 | 39     | Tsjechië              |
| Tamás Hajnal            | 24.03.2007 | 06.06.2007 | 4      | Hongarije             |
| Stefan Kuntz            | 18.12.1993 | 23.06.1995 | 11     | Duitsland             |
| Maurice Deville         | 09.10.2014 | 15.11.2014 | 3      | Luxemburg             |
| Pavel Kuka              | 23.02.1994 | 25.03.1998 | 40     | Tsjechië              |
| Iliyan Mitsanski        | 11.08.2010 | 11.09.2012 | 4      | Bulgarije             |
| Marco Reich             | 09.02.1999 | 09.02.1999 | 1      | Duitsland             |
| Franco Foda             | 12.12.1987 | 16.12.1987 | 2      | West-Duitsland        |
| Jan Morávek             | 29.03.2011 | 29.03.2011 | 1      | Tsjechië              |
| Adam Hloušek            | 25.03.2011 | 29.03.2011 | 2      | Tsjechië              |
| Hans-Peter Briegel      | 17.10.1979 | 20.06.1984 | 53     | West-Duitsland        |
| Andreas Brehme          | 15.02.1984 | 10.07.1994 | 40     | Duitsland             |
| Ervin Skela             | 17.08.2005 | 22.03.2006 | 6      | Albanië               |
| Jan Eriksson            | 15.04.1993 | 12.06.1994 | 11     | Zweden                |
| Giannis Amanatidis      | 09.02.2005 | 22.06.2005 | 4      | Griekenland           |
| Athanasios Petsos       | 10.08.2011 | 10.08.2011 | 1      | Griekenland           |
| Stefan Majewski         | 26.03.1986 | 16.06.1986 | 6      | Polen                 |
| Alexander Ring          | 14.08.2013 | 14.10.2014 | 12     | Finland               |
| Mariyan Hristov         | 10.03.1998 | 22.06.2004 | 36     | Bulgarije             |
| Balázs Borbély          | 01.03.2006 | 28.03.2007 | 5      | Slowakije             |
| János Hrutka            | 25.03.1998 | 03.06.2000 | 22     | Hongarije             |
| Benno Magnusson         | 09.06.1974 | 23.06.1974 | 3      | Zweden                |
| Thomas Allofs           | 16.10.1985 | 16.10.1985 | 1      | West-Duitsland        |
| Ciri Sforza             | 11.08.1993 | 26.04.2000 | 39     | Zwitserland           |
| Leon Jessen             | 07.09.2010 | 12.10.2010 | 2      | Denemarken            |
| Nenad Bjelica           | 28.02.2001 | 17.06.2004 | 9      | Kroatië               |
| Murat Yakin             | 16.08.2000 | 16.08.2000 | 1      | Zwitserland           |
| Jürgen Macho            | 09.02.2005 | 02.06.2007 | 10     | Oostenrijk            |
| Esben Hansen            | 12.09.2007 | 12.09.2007 | 1      | Denemarken            |
| Mika Nurmela            | 20.08.2003 | 08.06.2005 | 21     | Finland               |
| Horst Eckel             | 09.11.1952 | 19.11.1958 | 32     | West-Duitsland        |
| Itay Shechter           | 10.08.2011 | 15.08.2012 | 6      | Israël                |
| Piotr Nowak             | 17.08.1994 | 17.08.1994 | 1      | Polen                 |
| Gil Vermouth            | 11.10.2011 | 16.10.2012 | 5      | Israël                |
| Jon Inge Høiland        | 01.03.2006 | 01.06.2006 | 3      | Noorwegen             |
| Erwin Hoffer            | 11.08.2010 | 07.06.2011 | 8      | Oostenrijk            |
| Wolfram Wuttke          | 15.10.1986 | 17.06.1988 | 4      | West-Duitsland        |
| Benny Wendt             | 17.08.1977 | 04.10.1978 | 11     | Zweden                |
| Kamil Kosowski          | 20.08.2003 | 04.06.2005 | 19     | Polen                 |
| Thomas Ritter           | 13.10.1993 | 13.10.1993 | 1      | Duitsland             |
| Ronnie Hellström        | 04.09.1974 | 10.09.1980 | 33     | Zweden                |
| Fritz Walter            | 14.07.1940 | 24.06.1958 | 61     | West-Duitsland        |
| Vratislav Lokvenc       | 02.09.2000 | 23.06.2004 | 29     | Tsjechië              |
| Karl Schmidt            | 25.09.1955 | 20.11.1957 | 9      | West-Duitsland        |
| Michael Schjønberg      | 09.10.1996 | 21.06.2000 | 27     | Denemarken            |
| Ottmar Walter           | 22.11.1950 | 26.05.1956 | 21     | West-Duitsland        |
| Martin Wagner           | 16.12.1992 | 12.10.1994 | 6      | Duitsland             |
| Youri Djorkaeff         | 04.09.1999 | 11.06.2002 | 28     | Frankrijk             |
| Michael Ballack         | 28.04.1999 | 28.04.1999 | 1      | Duitsland             |
| Slobodan Komljenović    | 01.09.1999 | 25.06.2000 | 8      | Joegoslavië           |
| Ivo Iličević            | 12.10.2010 | 10.08.2011 | 4      | Kroatië               |
| Roland Sandberg         | 29.09.1973 | 16.06.1976 | 23     | Zweden                |
| Rüfət Dadaşov           | 01.02.2013 | 27.05.2014 | 12     | Azerbeidzjan          |
| Enis Alushi             | 05.03.2014 | 25.05.2014 | 3      | Kosovo                |
| Mateusz Klich           | 05.06.2011 | 07.09.2014 | 10     | Polen                 |

## Trainer-coaches
| Van        | Tot        | Naam                | D   | W  | G  | V  |
| ---------- | ---------- | ------------------- | --- | -- | -- | -- |
| 16.09.2013 | 30.06.2016 | Kosta Runjaic       |     |    |    |    |
| 30.08.2013 | 15.09.2013 | Oliver Schäfer      |     |    |    |    |
| 01.07.2012 | 29.08.2013 | Franco Foda         |     |    |    |    |
| 22.03.2012 | 30.06.2012 | Krassimir Balakov   |     |    |    |    |
| 01.07.2009 | 19.03.2012 | Marco Kurz          |     |    |    |    |
| 05.05.2009 | 30.06.2009 | Alois Schwartz      |     |    |    |    |
| 13.02.2008 | 04.05.2009 | Milan Šašić         |     |    |    |    |
| 09.02.2008 | 12.02.2008 | Alois Schwartz      |     |    |    |    |
| 01.07.2007 | 08.02.2008 | Kjetil Rekdal       |     |    |    |    |
| 12.04.2007 | 30.06.2007 | Wolfgang Funkel     |     |    |    |    |
| 21.11.2005 | 11.04.2007 | Wolfgang Wolf       |     |    |    |    |
| 01.07.2005 | 19.11.2005 | Michael Henke       |     |    |    |    |
| 06.04.2005 | 30.06.2005 | Hans-Werner Moser   |     |    |    |    |
| 03.02.2004 | 05.04.2005 | Kurt Jara           |     |    |    |    |
| 04.09.2002 | 02.02.2004 | Eric Gerets         |     |    |    |    |
| 26.08.2002 | 04.09.2002 | Karl-Heinz Emig     |     |    |    |    |
| 06.10.2000 | 26.08.2002 | Andreas Brehme      |     |    |    |    |
| 01.07.1996 | 01.10.2000 | Otto Rehhagel       |     |    |    |    |
| 27.03.1996 | 30.06.1996 | Eckhard Krautzun    |     |    |    |    |
| 01.07.1993 | 23.03.1996 | Friedel Rausch      |     |    |    |    |
| 01.07.1992 | 30.06.1993 | Rainer Zobel        |     |    |    |    |
| 28.02.1990 | 30.06.1992 | Karl-Heinz Feldkamp |     |    |    |    |
| 01.07.1989 | 25.02.1990 | Gerd Roggensack     |     |    |    |    |
| 12.11.1987 | 30.06.1989 | Josef Stabel        |     |    |    |    |
| 01.07.1985 | 11.11.1987 | Hannes Bongartz     |     |    |    |    |
| 02.11.1983 | 30.06.1985 | Manfred Krafft      |     |    |    |    |
| 27.10.1983 | 01.11.1983 | Ernst Diehl         |     |    |    |    |
| 01.07.1983 | 26.10.1983 | Dietrich Weise      |     |    |    |    |
| 22.03.1983 | 30.06.1983 | Ernst Diehl         |     |    |    |    |
| 01.07.1982 | 21.03.1983 | Rudolf Kröner       |     |    |    |    |
| 01.07.1978 | 30.06.1982 | Karl-Heinz Feldkamp |     |    |    |    |
| 01.07.1973 | 30.06.1978 | Erich Ribbeck       | 192 | 85 | 32 | 75 |
| 11.03.1971 | 30.06.1973 | Dietrich Weise      |     |    |    |    |
| 01.07.1969 | 09.03.1971 | Gyula Lóránt        |     |    |    |    |
| 07.05.1969 | 30.06.1969 | Dietrich Weise      |     |    |    |    |
| 05.03.1968 | 06.05.1969 | Egon Piechaczek     |     |    |    |    |
| 01.07.1967 | 04.03.1968 | Otto Knefler        |     |    |    |    |
| 01.07.1965 | 30.06.1967 | Gyula Lóránt        |     |    |    |    |
| 24.02.1964 | 30.06.1965 | Werner Liebrich     |     |    |    |    |
| 01.07.1961 | 23.02.1964 | Günter Brocker      |     |    |    |    |
| 01.07.1950 | 30.06.1961 | Richard Schneider   |     |    |    |    |
| 17.10.1949 | 30.06.1950 | Kuno Krügel         |     |    |    |    |
| 01.07.1929 | 30.06.1930 | Otto Schwab         |     |    |    |    |
| 01.07.1921 | 30.06.1922 | Franz Konya         |     |    |    |    |